# 1. BSC Bottrop
Der 1. BSC Bottrop ist ein deutscher Badminton-Verein aus Bottrop (Nordrhein-Westfalen). Der Verein gehört dem Badminton-Landesverband Nordrhein-Westfalen e.V. (BLV NRW) an.

## Geschichte
Der 1. BSC Bottrop wurde 1953 gegründet. Besonders in den 1950er und 1960er Jahren war der Verein deutschlandweit erfolgreich. Später wurden vorwiegend Medaillen im Seniorenbereich errungen. Seit der Saison 2013/14 konnte der 1. BSC keine Mannschaft mehr melden.

## Erfolge
Erste Erfolge für den Verein konnte Ursula Simbeck erkämpfen. Sie gewann bei den deutschen Einzelmeisterschaften 1957 Bronze im Dameneinzel und bei der DEM 1959 Bronze im Damendoppel. Anfang der 1960er Jahre zeichnete Kurt Jendroska für drei Bronzemedaillengewinne bei den DEM verantwortlich. Ende der 1970er Jahre und Anfang der 1980er Jahre machte besonders die Juniorenmannschaft auf sich aufmerksam. Später folgten vor allem Medaillengewinne bei den deutschen Seniorenmeisterschaften.
| Saison    | Veranstaltung                             | Disziplin    | Platz | Name                                                                   |
| --------- | ----------------------------------------- | ------------ | ----- | ---------------------------------------------------------------------- |
| 1956/1957 | Deutsche Einzelmeisterschaft              | Dameneinzel  | 3     | Ursula Simbeck (1. BSC Bottrop)                                        |
| 1958/1959 | Deutsche Einzelmeisterschaft              | Damendoppel  | 3     | Irmgard Latz / Ursula Simbeck (Krefelder BC / 1. BSC Bottrop)          |
| 1960/1961 | Deutsche Einzelmeisterschaft              | Herreneinzel | 3     | Kurt Jendroska (1. BSC Bottrop)                                        |
| 1961/1962 | Deutsche Einzelmeisterschaft              | Herreneinzel | 1     | Kurt Jendroska (1. BSC Bottrop)                                        |
| 1963/1964 | Deutsche Einzelmeisterschaft              | Herreneinzel | 3     | Kurt Jendroska (1. BSC Bottrop)                                        |
| 1978/1979 | Westdeutsche Mannschaftsmeisterschaft U18 | Mannschaft   | 1     | 1. BSC Bottrop                                                         |
| 1980/1981 | Westdeutsche Mannschaftsmeisterschaft U18 | Mannschaft   | 1     | 1. BSC Bottrop                                                         |
| 1991/1992 | Deutsche Einzelmeisterschaft O48          | Herrendoppel | 1     | Michael Oversberg / Willi Tebart (1. BC Düren / 1. BSC Bottrop)        |
| 1993/1994 | Deutsche Einzelmeisterschaft O45          | Mixed        | 2     | Heinz Gehrke (BSC Bottrop) / Heidi Schneider (SG Zons)                 |
| 1994/1995 | Deutsche Einzelmeisterschaft O50          | Herrendoppel | 2     | Heinz Gehrke (BSC Bottrop) / Reiner Fritz (1. BC Beuel)                |
| 1995/1996 | Deutsche Einzelmeisterschaft O60          | Herrendoppel | 2     | Fischedick Hans Bottroper BG Jedroska Kurt 1. BSC Bottrop              |
| 1995/1996 | Deutsche Einzelmeisterschaft O60          | Herreneinzel | 1     | Kurt Jendroska (1. BSC Bottrop)                                        |
| 1996/1997 | Deutsche Einzelmeisterschaft O50          | Herrendoppel | 1     | Heinz Gehrke / Reiner Fritz (1. BSC Bottrop / 1. BC Beuel)             |
| 1996/1997 | Deutsche Einzelmeisterschaft O60          | Herreneinzel | 2     | Kurt Jendroska (1. BSC Bottrop)                                        |
| 1997/1998 | Deutsche Einzelmeisterschaft O50          | Mixed        | 2     | Heinz Gehrke (1. BSC Bottrop) / Christel Skibbe (TG Hanau)             |
| 1997/1998 | Deutsche Einzelmeisterschaft O60          | Herreneinzel | 2     | Kurt Jendroska (1. BSC Bottrop)                                        |
| 1998/1999 | Deutsche Einzelmeisterschaft O55          | Herreneinzel | 1     | Heinz Gehrke (1. BSC Bottrop)                                          |
| 1998/1999 | Deutsche Einzelmeisterschaft O55          | Mixed        | 2     | Heinz Gehrke (1. BSC Bottrop) / Christel Skibbe (TG Hanau)             |
| 1999/2000 | Deutsche Einzelmeisterschaft O55          | Herrendoppel | 2     | Heinz Gehrke (1. BSC Bottrop) / Rainer Fritz (1. BC Beuel)             |
| 1999/2000 | Deutsche Einzelmeisterschaft O55          | Mixed        | 2     | Heinz Gehrke (1. BSC Bottrop) / Renate Knötzsch (SC Ellerau)           |
| 2000/2001 | Deutsche Einzelmeisterschaft O55          | Herrendoppel | 2     | Heinz Gehrke (1. BSC Bottrop) / Michael Oversberg (1. BC Düren)        |
| 2000/2001 | Deutsche Einzelmeisterschaft O65          | Herreneinzel | 1     | Kurt Jendroska (1. BSC Bottrop)                                        |
| 2000/2001 | Deutsche Einzelmeisterschaft O65          | Herrendoppel | 2     | Kurt Jendroska / Toni Krämer (1. BSC Bottrop / Siegburger SV 04)       |
| 2000/2001 | Deutsche Einzelmeisterschaft O65          | Mixed        | 2     | Kurt Jendroska / Ruth Brauer (1. BSC Bottrop / PSV Gelsenkirchen-Buer) |
| 2000/2001 | Deutsche Einzelmeisterschaft O55          | Mixed        | 2     | Heinz Gehrke / Renate Knötzsch (1. BSC Bottrop / SC Ellerau)           |
| 2001/2002 | Deutsche Einzelmeisterschaft O55          | Herrendoppel | 2     | Heinz Gehrke / Michael Oversberg (1. BSC Bottrop / 1. BC Düren)        |
| 2001/2002 | Deutsche Einzelmeisterschaft O55          | Mixed        | 3     | Heinz Gehrke / Renate Knötzsch (1. BSC Bottrop / SC Ellerau)           |
| 2002/2003 | Deutsche Einzelmeisterschaft O55          | Herrendoppel | 3     | Heinz Gehrke (BSC Bottrop) / Michael Oversberg (1. BC Düren)           |
| 2002/2003 | Deutsche Einzelmeisterschaft O55          | Mixed        | 1     | Heinz Gehrke / Renate Knötzsch (1. BSC Bottrop / SC Ellerau)           |
| 2003/2004 | Westdeutsche Einzelmeisterschaft O60      | Herrendoppel | 1     | Heinz Gehrke / Michael Oversberg (1. BSC Bottrop / 1. BC Düren)        |
| 2003/2004 | Deutsche Einzelmeisterschaft O45          | Damendoppel  | 3     | Angelika Will / Elfi Stremlau (1. BSC Bottrop)                         |
| 2003/2004 | Deutsche Einzelmeisterschaft O60          | Herreneinzel | 3     | Heinz Gehrke (1. BSC Bottrop)                                          |
| 2003/2004 | Westdeutsche Einzelmeisterschaft O60      | Herreneinzel | 1     | Heinz Gehrke (1. BSC Bottrop)                                          |
| 2003/2004 | Deutsche Einzelmeisterschaft O60          | Mixed        | 2     | Heinz Gehrke / Renate Knötzsch (1. BSC Bottrop / SC Ellerau)           |
| 2003/2004 | Deutsche Einzelmeisterschaft O60          | Herrendoppel | 2     | Heinz Gehrke / Michael Oversberg (1. BSC Bottrop / 1. BC Düren)        |
| 2004/2005 | Deutsche Einzelmeisterschaft O60          | Herrendoppel | 3     | Heinz Gehrke (1. BSC Bottrop) / Michael Oversberg (1. BC Düren)        |
| 2004/2005 | Deutsche Einzelmeisterschaft O60          | Mixed        | 1     | Heinz Gehrke / Renate Knötzsch (1. BSC Bottrop / SC Ellerau)           |
| 2005/2006 | Deutsche Einzelmeisterschaft O70          | Herreneinzel | 2     | Kurt Jendroska (1. BSC Bottrop)                                        |
| 2005/2006 | Deutsche Einzelmeisterschaft O70          | Herrendoppel | 2     | Hans Fischedick / Kurt Jendroska (Bottroper BG / 1. BSC Bottrop)       |
| 2005/2006 | Deutsche Einzelmeisterschaft O60          | Mixed        | 2     | Gehrke / Renate Knötzsch (1. BSC Bottrop / SC Ellerau)                 |
| 2006/2007 | Deutsche Einzelmeisterschaft O70          | Herreneinzel | 1     | Kurt Jendroska (1. BSC Bottrop)                                        |
| 2006/2007 | Deutsche Einzelmeisterschaft O60          | Herreneinzel | 3     | Dieter Eichhorn (1. BSC Bottrop)                                       |
| 2006/2007 | Deutsche Einzelmeisterschaft O60          | Mixed        | 3     | Heinz Gehrke / Renate Knötzsch (1. BSC Bottrop / SC Ellerau)           |
| 2006/2007 | Deutsche Einzelmeisterschaft O55          | Herreneinzel | 3     | Hans-Joachim Pothmann (1. BSC Bottrop)                                 |
| 2007/2008 | Deutsche Einzelmeisterschaft O70          | Herreneinzel | 2     | Kurt Jendroska (1. BSC Bottrop)                                        |
| 2007/2008 | Deutsche Einzelmeisterschaft O70          | Herrendoppel | 1     | Hans Fischedick / Kurt Jendroska (Bottroper BG / BSC Bottrop)          |
| 2008/2009 | Deutsche Einzelmeisterschaft O70          | Herrendoppel | 1     | Hans Fischedick / Kurt Jendroska (Bottroper BG / 1. BSC Bottrop)       |
| 2008/2009 | Deutsche Einzelmeisterschaft O65          | Herrendoppel | 1     | Heinz Gehrke / Michael Oversberg (1. BSC Bottrop / 1. BC Düren)        |
| 2008/2009 | Deutsche Einzelmeisterschaft O65          | Herreneinzel | 3     | Heinz Gehrke (1. BSC Bottrop)                                          |
| 2008/2009 | Deutsche Einzelmeisterschaft O70          | Mixed        | 1     | Kurt Jendroska / Gaby Struck (1. BSC Bottrop / Bottroper BG)           |
| 2009/2010 | Deutsche Einzelmeisterschaft O70          | Mixed        | 1     | Kurt Jendroska / Gaby Struck (1. BSC Bottrop / Bottroper BG)           |